# Tom Finney
Thomas "Tom" Finney, KBE, född 5 april 1922 i Preston i Lancashire, död 14 februari 2014, var en engelsk fotbollsspelare som tillbringade hela sin professionella karriär i Preston North End. Han gjorde också 30 mål på 76 landskamper för England åren 1946-1958.

## Biografi

### Uppväxt
Finney föddes i Preston och växte upp i närheten av Deepdale, Preston North Ends hemmaarena. Som kortväxt och tunn stod han inte först i kön när skolkamraterna skulle välja lag. Likväl visade han alltid stor entusiasm. När han var sex år gammal fick han en infektion i halsen, som gjorde att han var tvungen att besöka läkare två gånger i veckan fram till 14 års ålder, då han opererades. Han ville bli fotbollsspelare, men hans far ville att han skulle ha en utbildning att falla tillbaka till. Därför blev han rörmokarlärling. Detta var något han trivdes med, och under stora delar av karriären arbetade han som rörmokare, även när han stod på toppen av karriären. Detta gav honom smeknamnet "The Preston Plumber" (rörmokaren från Preston).
När han var 14 år provspelade han för Preston, och blev snabbt erbjuden ett lärlingskontrakt med en veckolön på två pund och tio shilling. Förutom att spela för juniorlaget skulle detta innebära att han skulle få putsa skorna till A-lagsspelarna, sopa läktarna samt en rad andra uppgifter. Tom Finney var sugen på detta, men hans far sa nej. Därför skrev han på som amatör, och kunde därmed spela på deltid.
Preston var en klubb med stolta traditioner, och var bland annat en av de ursprungliga ligaklubbarna. De hade vunnit det första ligamästerskapet säsongen 1888/89 utan att förlora en match, och samma år hade man vunnit FA-cupen utan att släppa in ett enda mål. Laget kallades "Proud Preston" (stolta Preston) och med Tom Finney på Wembleys läktare vann man FA-cupen 1938.

### Andra världskriget
Under andra världskriget spelades fotboll i regionala ligor, och Preston blev ligamästare i norr. De gick också till final i krigstidscupen, där de mötte Arsenal på Wembley. Finney spelade högerytter, och i laget ingick också Bill Shankly som spelade back. Matchen slutade 1–1 efter att Arsenals Denis Compton utjämnat. Returen spelades på Ewood Park i Blackburn, och Preston vann med 2–1. Detta var den enda final som Finney vann, men dessa matcher räknas inte som officiella.
1942 blev Finney inkallad till Royal Armoured Corps och tjänstgjorde som mekaniker i åttonde armén. Under denna tid fick han spela uppvisningsmatcher på inbjudan från Newcastle United, Southampton och Bolton Wanderers. Så småningom skickades han till Egypten, där han spelade för militärlaget The Wanderers som reste runt i mellanöstern och bland annat spelade mot det egyptiska landslaget. Matcherna var nervkittlande eftersom planen var tvungen att sökas av för minor innan man kunde börja spela. Mot slutet av kriget blev han uttagen till Englands vänskapsmatch mot Schweiz i Bern. England förlorade med 3–1, men detta räknas inte som en officiell landskamp.
Finney fick lämna militären så fort kriget tagit slut, inte för att han var fotbollsspelare, utan på grund av sina kunskaper som rörmokare. Byggnadsarbetare och rörmokare var en stor bristvara när landet skulle återuppbyggas efter kriget. Det innebar att Finney kunde spela för Preston igen.

### Preston North End
Finney arbetade på dagarna och tränade på kvällarna, och fick äntligen göra ligadebut när säsongen 1946/47 drog igång med match mot Leeds United. Följande säsong gjorde Finney en av sina allra bästa matcher mot Derby County. Derby ledde med 2–0 innan Preston utjämnade till 2–2 och vid halvtid var ställningen 3–3. Efter att Derby återigen tagit ledningen kunde Preston vända och vinna med 7–4. Det sista målet gjordes av Finney, som rankar detta som sin bästa match. Säsongen efter blev Finney skadad och spelade bara hälften av matcherna. Laget åkte ner i division 2, och det tog dem två år att komma tillbaka. 
Säsongen 1952/53 förlorade Preston kampen om ligatiteln mot Arsenal på grund av sämre målkvot. Året efter förlorade Preston FA-cupfinalen mot West Bromwich Albion, men Finney blev ändå vald till Årets spelare i England 1954. Finney gjorde en blek insats i finalen, och kom ingen vart mot WBA:s lagkapten Len Millard. Detta var Finneys värsta ögonblick, och i tidningarna sade han att "jag svek dem". Andra tidningar skrev "Han är ännu ingen Matthews", och syftade på Stanley Matthews fantastiska finalmatch året innan. Matthews och Finney var dock två olika spelartyper. Matthews höll sig längst ut på kanten när han fick bollen, vilket visar sig i hans målstatistik (tre mål på 84 landskamper). Matthews menade att hans jobb som ytter var att servera andra. Finney däremot hade en annan filosofi: "Jag arbetar alltid utifrån teorin om att spelaren i den bästa positionen måste ta ansvaret för att göra mål". Detta var ett ansvar Finney tog på allvar, då han gjorde tretton ligamål i snitt per säsong. Som mest gjorde han 26 mål säsongen 1957/58 och hans målstatistik var fyra gånger bättre än Matthews. Trots att Finney ofta fick spela andrafiol efter Matthews i landslaget, antingen genom att inte bli uttagen i laget eller genom att spela vänsterytter, spelade han 40 av 76 matcher som högerytter.
Under karriären fick Finney en hel del smällar och skador. Han tvingades spela även om han inte var hundra procent kurant. Säsongerna 1954/55 och 1955/56 hade han mycket skadeproblem, bland annat med rygg, knän och skuldror.
Säsongen 1956/57 blev Cliff Britton ny manager i Preston, och han fick Finney att spela bättre än någonsin. Vid 34 års ålder blev han omskolad till center, en roll han även skulle få vid tre tillfällen i engelska landslaget. Finney gjorde 23 ligamål under säsongen och Preston slutade på tredje plats. Säsongen efter kom man på andra plats efter Wolverhampton. Under de två säsongerna spelade Preston 30 hemmamatcher utan förlust under en femtonmånadersperiod. I en av dessa matcher vann de med 8–0 mot Birmingham City efter bland annat två mål av Finney. Detta var Prestons största seger på 1900-talet. Jimmy McIlroy, spelare i Burnley och Nordirland, sa följande om Finney: "För att vara en högerytter som var vänsterfotad, var han den bäste center jag någonsin sett." 1957 blev Finney den förste spelare att för andra gången få utmärkelsen Årets spelare i England.
Efter säsongen 1959/60 lade Finney skorna på hyllan på inrådan av läkare. Hans sista ligamatch för Preston, hemma mot Luton Town, blev ett känslosamt avsked då publiken sjöng "Auld Lang Syne" för honom medan han gick av planen för sista gången. Under sin långa karriär vann han ingenting med sin klubb, bortsett från division 2 säsongen 1950/51. På klubblagsnivå tillbringade Finney hela karriären i Preston North End, för vilka han gjorde närmare 187 mål på 433 ligamatcher. Utan Finney i laget åkte Preston ur division 1 året efter, och har sedan dess aldrig lyckats ta sig tillbaka. Han var en gentleman på fotbollsplan och blev aldrig varnad eller utvisad. 1961 togs han upp i Brittiska Imperieordens officersklass (OBE) och 1992 befordrades han till Kommendör av 2 klass (CBE) i samma orden. Han mottog sina riddarslag 1998 när han adlades som Kommendör av 1 klass (KBE). Finney är idag president i Preston North End.

### Landslaget
Finney gjorde 30 mål på 76 landskamper för England och var under ett antal år tidernas bäste målskytt i engelska landslaget. Han spelade sin första landskamp i september 1946 då han gjorde ett av målen i 7–2-segern över Nordirland i Belfast. 
Tom Finney och Stanley Matthews var dåtidens stora stjärnor, och kämpade ofta om samma plats i landslaget. Det var en långvarig debatt om vem som borde spela. I maj 1947 skulle England möta Portugal i Lissabon. Portugal var ett av de bästa lagen i Europa och hade bland annat slagit Schweiz, som i sin tur hade besegrat England. För första gången spelade Finney och Matthews tillsammans, på varsin kant. England vann med 10–0 efter mål av Stan Mortensen (4), Tommy Lawton (4), Stanley Matthews och Tom Finney. Tre år senare möttes lagen igen. Denna gång vann England med 5–3 efter fyra mål av Finney. Det var enda gången han gjorde mer än två mål i samma landskamp.
När England reste till Torino i maj 1948, skulle de möta de regerande världsmästarna Italien. Det var visserligen tio år sedan de hade vunnit VM, men italienarna ansågs ändå ha ett av världens bästa landslag. Finney gjorde två mål när England vann med 4–0. Detta glömde aldrig italienarna, och fyra år senare fick Finney ett kontraktsförslag från Palermo, som satsade på att vinna det italienska ligamästerskapet. Finney var då 30 år och blev erbjuden 10 000 pund för att signera kontraktet, 130 pund i månaden, bonus på upp till 100 pund per match, en medelhavsvilla, lyxbil och gratis resor till och från Italien för sin familj. Dessutom erbjöd de 30 000 pund till Preston för att säga upp kontraktet med Finney. Prestons ordförande vägrade dock att sälja, och Finney blev kvar i Preston. Detta var på den tiden man hade en maximilön på 20 pund i veckan och ingen kontraktsfrihet. Hade man skrivit på för en klubb, var man i dess ägo tills de inte längre hade användning för en.
Finney var med i samtliga tre VM-slutspel under 1950-talet, men England hade ingen lycka i någon av dessa turneringar. Efter att ha blivit utslaget i gruppspelet 1950, tog man sig till kvartsfinal 1954. Finney gjorde då ett av Englands mål i 2–4-förlusten mot Uruguay. I gruppspelsmatchen mot Sovjetunionen 1958 gjorde Finney mål på straffspark i en match som slutade 2–2. Han blev dock skadad i denna match och kunde inte delta mer i turneringen. England blev utslaget efter att ha förlorat en omspelsmatch mot samma nation.

### Spelstil
Det skämtades ofta om att Preston North End var ett enmanslag, och att Tom Finney borde få skattelättnader för att han hade tio spelare som var beroende av honom. Han hade alla egenskaper för att vara en toppspelare, men det fanns större underhållare. Få av dem gav dock så mycket för sitt lag som Finney. Finneys storhet låg inte i hans meriter, utan vad han tillförde spelet och vad han fick ut av sina medspelare. Han hade utmärkt teknik och kunde spela i alla fem anfallspositioner. För England spelade han både högerytter, vänsterytter och center. Han var lika bra med bägge fötterna, och han sköt knallhårt med både höger och vänster fot. Han var snabb, kunde lägga smekande passningar och för att vara relativt kortväxt var han även en skicklig huvudspelare. En tidning skrev en gång "Om alla hjärnor i detta spel skulle sätta sig ner och utforma den perfekte spelaren, skulle de komma med en reinkarnation av Tom Finney".